# Jižní Hwanghe
Provincie Jižní Hwanghe (korejsky 황해남도 – 黃海南道; Hwanghänam-do) je jedna z provincií Severní Korey. Vznikla v roce 1954, kdy byla rozdělena bývalá provincie Hwanghe na jižní a severní část. Hlavním městem provincie Jižní Hwanghe je Hedžu.

## Poloha
Provincie leží na jihozápadě státu. Hraničí na jihu s Jižní Koreou, na západě se Žlutým mořem, na severu s provincií Jižní Pchjongan a na východě s provincií Severní Hwanghe.

## Správní členění
Jižní Hwanghe se dělí na hlavní město a 19 okresů.